# Мёрдок, Уильям (изобретатель)
Уи́льям Мёрдок (англ. William Murdoch; 21 августа 1754, Камнок, Ист-Эршир, Шотландия, Великобритания — 15 ноября 1839, Хэндсуорт, Уэст-Мидлендс, Англия, Великобритания) — британский механик, изобретатель. Шотландец по происхождению.
Принимал участие в совершенствовании паровой машины. Изобрёл паровую машину с шатким цилиндром, машину для сверления камней, золотник. В 1792 году  осуществил сухой перегон каменного угля , но в этом он был  не первым, так как его обогнал голландец Ян Питер Минкелерс; а 1803 году использовал полученный при перегоне газ для освещения завода в Сохо в Бирмингеме. В 1784 году предложил модель кареты с паровым двигателем, являющуюся одним из первых автомобилей.

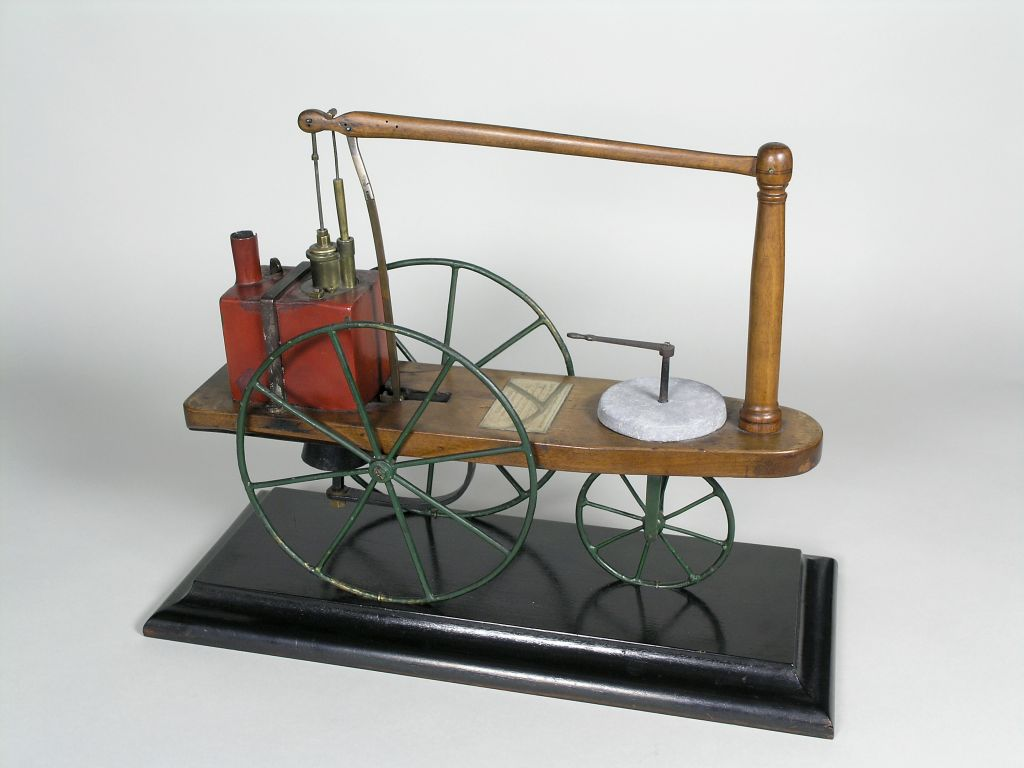
Модель автомобиля Мердока в Бирмингемском научном музее (англ. Thinktank, Birmingham Science Museum).

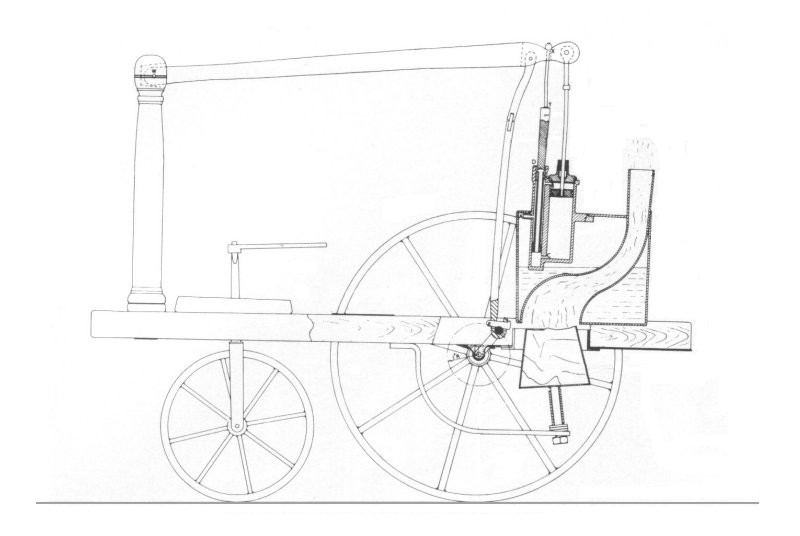
Автомобиль Мердока.

## Награды
- Медаль Румфорда (1808)

## Память
Памятник Мэтью Болтону, Джеймсу Уатту, Уильяму Мёрдоку в Бирмингеме.

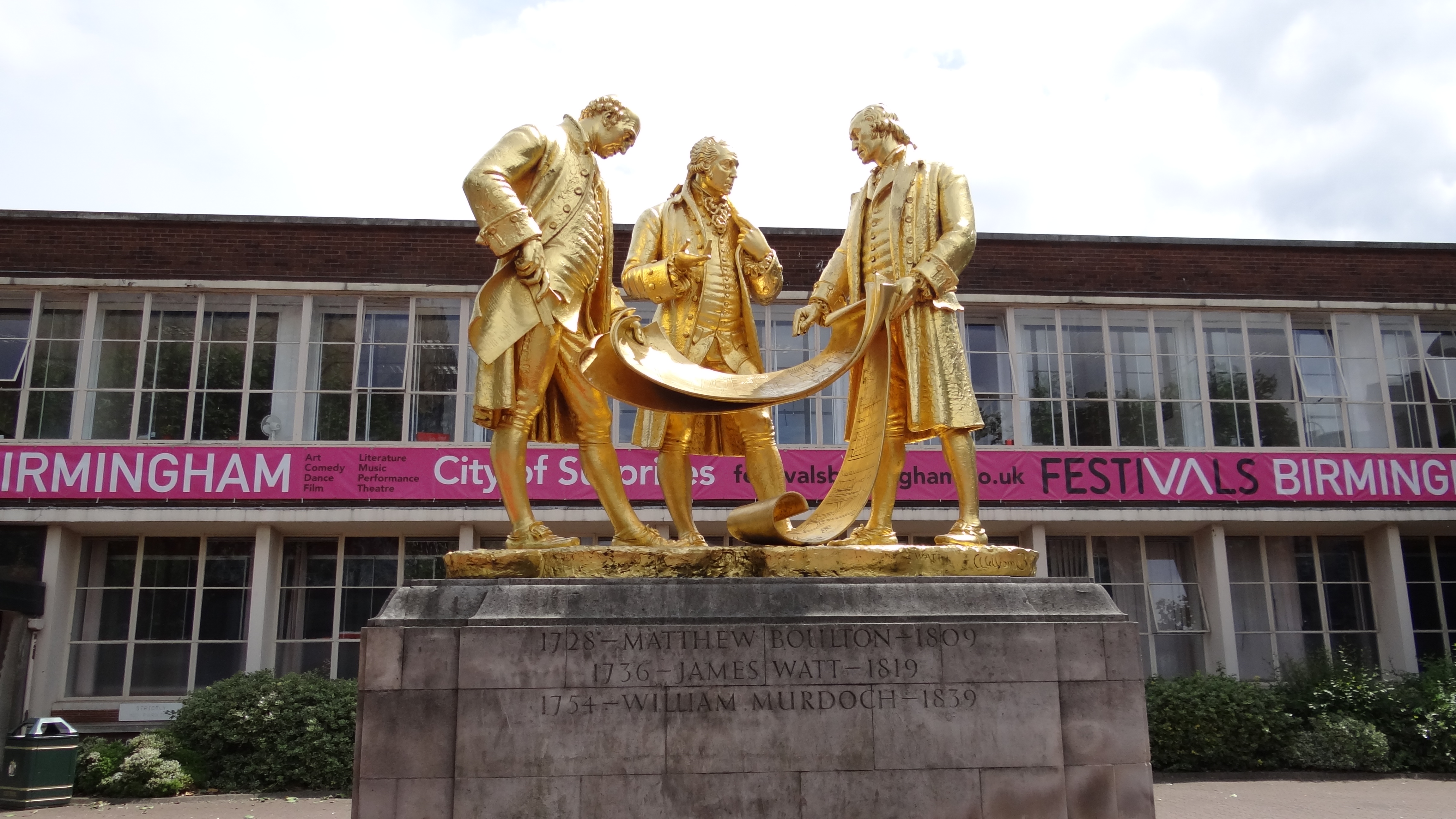

.